# CryoSat-1
CryoSat-1 – sztuczny satelita Europejskiej Agencji Kosmicznej, który został zniszczony w wyniku niepomyślnego startu w 2005 roku. Satelita został wystrzelony w ramach programu CryoSat Europejskiej Agencji Kosmicznej. Następca satelity CryoSat-1; CryoSat-2 został pomyślnie wystrzelony w kwietniu 2010 roku.

## Historia
Głównym celem misji jest umożliwienie naukowcom pomiaru grubości lodu morskiego i monitorowania zmian w pokrywach lodowych Grenlandii i Antarktyki za pomocą Radiowysokościomierza. Głównym instrumentem na pokładzie satelity był Synthetic Aperture Interferometric Radar Altimeter (SIRAL), zaprojektowany specjalnie do pomiaru zarówno lodu morskiego, jak i pokryw lodowych. Metoda ta umożliwia wykrywanie niewielkich zmian w wysokości lodu i poziomie morza, co oznacza, że naukowcy mogli mierzyć grubość lodu morskiego oraz zmiany jego wysokości. Na pokładzie znalazł się także zestaw retroreflektorów, które umożliwiały wykonywanie pomiarów z ziemi w celu weryfikacji danych orbitalnych dostarczonych przez DORIS. DORIS został użyty do obliczenia dokładnej orbity satelity.
We wrześniu 2005 roku CryoSat-1 został przetransportowany do kosmodromu Plesetsk w Rosji. 8 września 2005 roku podczas startu CryoSat-1 nie dotarł na orbitę. W oświadczeniu Europejskiej Agencji Kosmicznej podano, że pierwszy stopień rakiety Rokot działał normalnie, jednak wyłączenie silnika drugiego stopnia rakiety nie nastąpiło zgodnie z oczekiwaniami. Brakująca komenda z pokładowego systemu kontroli lotu spowodowała, że silnik kontynuował pracę aż do wyczerpania całego paliwa. W związku z tym separacja drugiego stopnia ze stopniem górnym nie nastąpiła, a satelita nie mógł osiągnąć orbity. CryoSat-1 wszedł w atmosferę na północ od Grenlandii, w pobliżu Bieguna Północnego. Nie było obaw dotyczących naruszenia bezpieczeństwa zaludnionych obszarów.